# Copablepharon longipennis
Copablepharon longipennis là một loài bướm đêm trong họ Noctuidae.